# Pan-Am-Flug 202
Am 29. April 1952 zerbrach eine Boeing 377 Stratocruiser auf dem Pan-Am-Flug 202 infolge strukturellen Versagens über dem brasilianischen Bundesstaat Pará. Bei dem Absturz kamen alle 50 Insassen ums Leben. Es war der schwerste Unfall dieses Flugzeugtyps.

## Flugverlauf
Mit der Boeing 377 der Pan American World Airways wurde ein Linienflug von Buenos Aires nach New York durchgeführt. In Montevideo, Rio de Janeiro und Port of Spain waren planmäßige Zwischenlandungen vorgesehen.
Das aus Montevideo kommende Flugzeug landete am 28. April 1952 um 22:05 Uhr Ortszeit (01:05 GMT) auf dem Flughafen Galeão in Rio de Janeiro, wo eine Nachbetankung und ein Austausch der Besatzung erfolgten. Um 23:17 Uhr (02:17 GMT) startete die Maschine zum Weiterflug nach Port of Spain (Trinidad und Tobago) und stieg auf eine Reiseflughöhe von rund 3.800 Meter (12.500 Fuß). Die Piloten bekamen die Erlaubnis, einen direkten Kurs zum Zielflughafen zu setzen, und flogen außerhalb von Luftstraßen nach Sichtflugregeln. Die geplante Flugzeit nach Port of Spain betrug über 11 Stunden.
Die Besatzung meldete sich regelmäßig bei der brasilianischen Flugsicherung, wenn die Position querab eines der Funkfeuer erreicht wurde, die neben der Route lagen. Bis 01:45 Uhr (4:45 GMT) verblieb die Maschine in ihrer ursprünglichen Reiseflughöhe von 3.800 Meter (12.500 Fuß). Um 03:45 Uhr (06:45 GMT) empfing eine Station in Cayenne (Französisch-Guyana) eine Routinemeldung der Besatzung und leitete diese an die Fluglotsen in Belém weiter. Die Boeing 377 befand sich zu diesem Zeitpunkt in einer Höhe von rund 4.400 Metern (14.500 Fuß). Die Piloten gaben an, dass sie voraussichtlich um 04:45 Uhr (07:45 GMT) eine Position westlich vom Funkfeuer in Carolina (Maranhão, Brasilien) erreichen würden. Dies war der letzte Funkkontakt mit dem Flugzeug. Der Absturz erfolgte vermutlich gegen 04:40 Uhr (07:40 GMT), ca. 1.640 Kilometer nordnordwestlich von Rio de Janeiro.

## Unfallort
Am 1. Mai 1952 entdeckten Suchflugzeuge einen etwa 30 Meter breiten ausgebrannten Bereich im (damals noch) dichten Regenwald, der den Unfallort  markierte. Die Region lag weit abseits von menschlichen Siedlungen und Verkehrswegen, rund 60 Kilometer westlich vom Ufer des Rio Araguaia. Um zur Absturzstelle zu gelangen, musste unter erheblichem Aufwand ein über 40 Kilometer langer Pfad durch den Dschungel geschlagen werden. Am 16. Mai erreichten acht Unfallermittler das Wrack, allerdings mussten sie ihre Untersuchungen bereits zwei Tage später wegen Wassermangels einstellen. Ende August 1952 drang erneut ein Ermittlerteam zur Absturzstelle vor. Es wurden drei voneinander abgegrenzte Trümmerfelder entdeckt, die auf ein Auseinanderbrechen im Flug hindeuteten. Ausgehend vom Hauptwrack verteilten sich die Trümmer innerhalb eines Radius von etwa 1.200 Metern (4.000 Fuß). Das Triebwerk Nr. 2 (der innere linke Motor) sowie dessen Propeller wurden nicht im Suchgebiet gefunden und blieben verschwunden.

## Unfallursache
Die Boeing 377 zerbrach in Reiseflughöhe, wobei sich zunächst das Triebwerk Nr. 2 löste. In schneller Folge brachen danach der äußere Teil der linken Tragfläche sowie der hintere Rumpfabschnitt mitsamt dem Seitenleitwerk und Höhenleitwerk ab. Die Trümmer dieser zwei Baugruppen wurden rund 700 Meter bzw. 1.200 Meter entfernt vom Hauptwrack gefunden. Während die Maschine abstürzte, rissen weitere Teile von der Zelle ab, darunter das Querruder und die Landeklappen der rechten Tragfläche sowie die Verkleidung des Triebwerks Nr. 4. Das Flugzeug schlug nahezu senkrecht und mit hoher Geschwindigkeit auf. Obwohl das Hauptwrack einen hohen Zerstörungsgrad aufwies und komplett ausgebrannt war, konnte eine Explosion an Bord ausgeschlossen werden.
Aus vorangegangenen Zwischenfällen war bekannt, dass die hohlen Propellerblätter der Boeing 377 bereits bei geringen äußerlichen Beschädigungen zu Ermüdungsbrüchen neigten. Die Ermittler gingen davon aus, dass der Bruch eines Propellerblattes eine Unwucht im Triebwerk Nr. 2 erzeugte. Durch die Vibrationen löste sich das Triebwerk und brach von der linken Tragfläche ab. Ein Teil der Motorverkleidung schlug gegen die linke Höhenflosse und deformierte deren Vorderkante. Die Trümmer der linken Rumpfseite waren mit Motoröl bedeckt, das aus den zerrissenen Leitungen stammte. Die Piloten fuhren vermutlich die Landeklappen aus, um das Flugzeug unter Kontrolle zu halten.
Nach dem Abriss des Triebwerks verblieb der größte Teil seiner Verkleidung an der Tragfläche. Durch das veränderte Strömungsprofil entstanden Verwirbelungen, welche auf die linke Höhenflosse trafen und sie in starke Schwingungen versetzten (siehe Buffeting). Das äußere Drittel der Flosse brach durch die Überbelastung. Infolge des Bruchs löste sich das linke Höhenruder teilweise aus seiner Verankerung und flatterte im Luftstrom. Das Ruder schlug vermutlich unkontrolliert nach oben aus, wodurch sich der Anstellwinkel des Flugzeugs abrupt erhöhte. Die Luftströmung drückte daraufhin gegen die Unterseite der beschädigten Tragfläche, so dass deren äußerer Teil nach oben knickte und mitsamt dem Triebwerk Nr. 1 wegbrach. Als das Flugzeug nun steil über die Nase abkippte und in den Sturzflug überging, erhöhte sich schlagartig der abwärts gerichtete Druck, der auf die Oberseite des Höhenleitwerks einwirkte. Die Belastung führte zum Abriss der kompletten Hecksektion.
Die Untersuchungskommission empfahl, die verwendeten hohlen Propellerblätter durch einen vollständig ausgegossenen Typ zu ersetzen. Diese Vorgabe wurde aber nicht sofort umgesetzt, so dass in den 1950er-Jahren weitere Boeing 377 aus ähnlichen Gründen verunglückten.